# 柴谷篤弘
柴谷 篤弘（しばたに あつひろ、1920年8月1日 - 2011年3月25日 ）は、日本の生物学者・科学・国際問題評論家。
専門は分子生物学。学位は、理学博士及び医学博士。京都精華大学名誉教授。本名、横田篤弘。

## 人物
大阪府堺市生まれ。旧制京都一中、旧制三高卒業、京都帝国大学工学部応用化学科入学を経て、1946年に京都帝国大学理学部動物学科を卒業。ミノファーゲン製薬研究部、大阪大学を経て、山口県立医科大学教授、広島大学原爆放射能医学研究所教授、オーストラリア連邦科学産業研究機構上級主任研究員、関西医科大学教授、ベルリン高等学術研究所客員研究員、京都精華大学教授、同学長などを歴任。京都精華大学名誉教授。
当初はオーソドックスな研究者であったが、オーストラリアでの研究生活を経た後、「反科学論」、「生態学」、「構造主義生物学」（池田清彦と共に）、「差別論」、「旧ソ連沿海州における植民地主義批判」など、多彩な分野での著作・評論活動を行っていた。構造主義生物学は今西進化論の検討からの発想でもある。
2011年3月25日午後9時21分、肺炎のため大阪府茨木市の病院にて死去。90歳没。

## 著書
- 『理論生物学 動的平衡論』日本科学社、1947年
- 『生物学の革命』みすず書房、1960年
- 『生命の探求 現代生物学入門』中公新書、1966年
- 『反科学論 ひとつの知識・ひとつの学問をめざして』みすず書房、1973年　のちちくま学芸文庫
- 『あなたにとって科学とは何か 市民のための科学批判』みすず書房、1977年
- 『発生現象の細胞社会学 紋様形式の理論』講談社、1979年
- 『今西進化論批判試論』朝日出版社〈エピステーメー叢書〉、1981年
- 『日本人と生物学』工作舎、1981年
- 『科学者は変わったか パラダイム転換か自己発見か』朝日出版社、1981年
- 『バイオテクノロジー批判』社会評論社、1982年
- 『私にとって科学とは何か』朝日選書、1982年
- 『私にとって科学批判とは何か 思索と革命をつなぐために』サイエンスハウス、1984年
- 『構造主義生物学原論』朝日出版社、1985年
- 『<情報>を越えて』河合ブックレット、1987年
- 『反差別論 無根拠性の逆説』明石書店、1989年
- 『科学批判から差別批判へ』明石書店、1991年
- 『日本海の向う側 ソ連邦沿海州で考えたこと 環日本海の環境政治学』阿吽社、1991年
- 『われわれにとって革命とは何か ある分子生物学者の回想』朝日選書、1996年
- 『われらが内なる隠蔽』径書房、1997年
- 『比較サベツ論』明石書店〈明石ライブラリー〉、1998年
- 『オーストラリア発柴谷博士の世界の料理』径書房、1998年
- 『構造主義生物学』東京大学出版会、1999年

## 共編著
- 江上不二夫共著『核酸』共立出版、1953年
- 太田竜共著『自然観の革命』現代書館、1980年
- 藤岡喜愛共著『分子から精神へ 紋様形成と酔能』朝日出版社〈エピステーメー叢書>、1980年
- 今西錦司対談、米本昌平司会『進化論も進化する 今西進化論と分子生物学』リブロポート、1984年
- 養老孟司共著『恐竜が飛んだ日 尺度不変性と自己相似』哲学書房、1986年　のちちくま文庫
- 谷田一三共編『日本の水生昆虫 種分化とすみわけをめぐって』東海大学出版会、1989年
- 槌田敦対談『エントロピーとエコロジー再考 生態系の循環回路』創樹社、1992年
- 池田清彦編、田中克彦・竹田青嗣コメンテーター『差別ということば』明石書店、1992年

## 翻訳
- J.A.V.バトラ『生命の内幕 現代の生物学』木村孝一・崔英哲共訳、みすず書房、1960年
- バトラ『現代生物学入門』日合奨共訳、みすず書房、1965年